# Claire Gibault

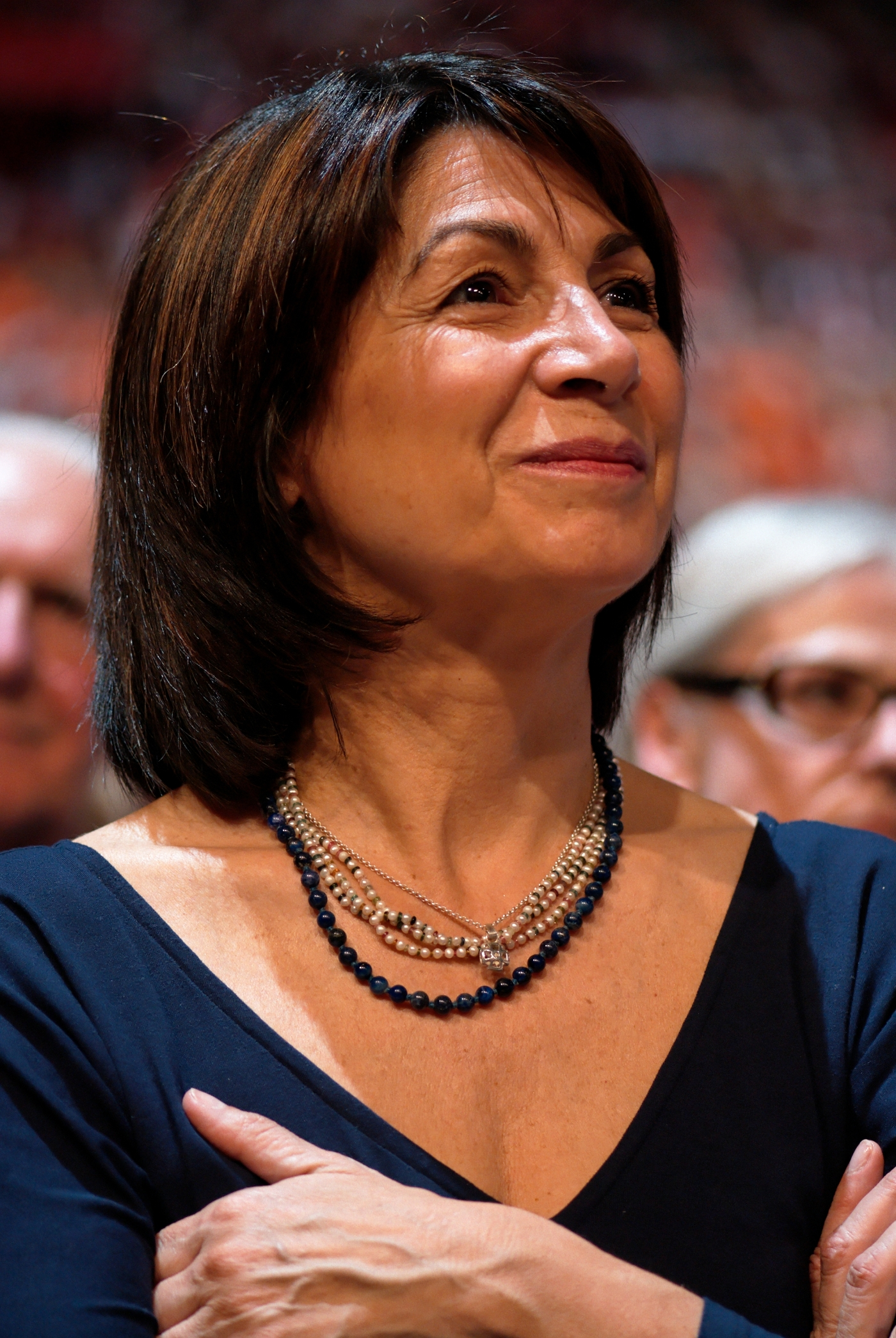
Claire Gibault (2007)

Claire Gibault (ur. 31 października 1945 w Le Mans) – francuska dyrygent, a także polityk. W latach 2004–2009 eurodeputowana. Odznaczona m.in. Legią Honorową V klasy.

## Życiorys
Kształciła się w konserwatoriach muzycznych w Le Mans i Paryżu. Od 1976 do 1983 była dyrektorem orkiestry w Chambéry. W latach 80. pełniła funkcję asystentki Johna Eliota Gardinera, dyrektora muzycznego Opery Narodowej w Lyonie. Pełniła później kierownicze funkcje w lyońskiej operze, jednocześnie praktykując jako dyrygent, występowała na scenach krajowych, europejskich i amerykańskich. Od 2000 do 2002 była dyrektorem muzycznym Musica per Roma. W 1995 jako pierwsza kobieta była dyrygentem orkiestry w La Scala, dwa lata później dyrygowała Berliner Philharmoniker.
W 2004 uzyskała mandat posłanki do Parlamentu Europejskiego VI kadencji. W PE przystąpiła do grupy Porozumienia Liberałów i Demokratów na rzecz Europy, pracowała w Komisji Kultury i Edukacji oraz Komisji Praw Kobiet i Równouprawnienia.
W 2007 wraz z częścią działaczy UDF współtworzyła Ruch Demokratyczny. Wkrótce opuściła to ugrupowanie, wstąpiła do ugrupowania Alliance citoyenne pour la démocratie en Europe, które powołał Jean-Marie Cavada. W 2008 z poparciem UMP i Nowego Centrum została wybrana na radną 9. dzielnicy Paryża; zasiadała w niej do 2011. W 2009 nie ubiegała się o reelekcję w wyborach europejskich.